# Carl DeMaio

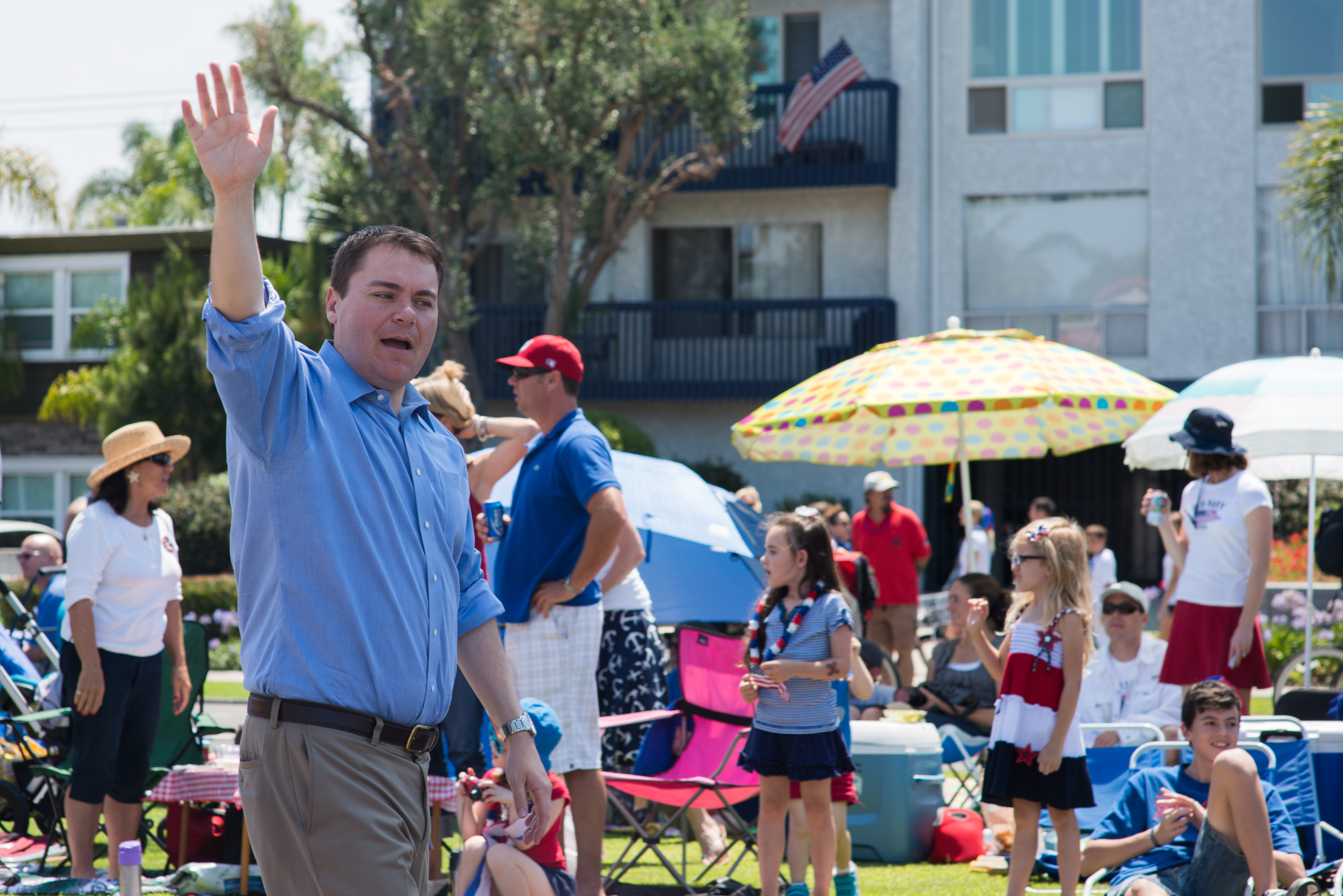
Carl DeMaio

Carl DeMaio (* 14. September 1974 in Dubuque, Iowa) ist ein US-amerikanischer Politiker der Republikanischen Partei.

## Leben
DeMaio besuchte die St. Catherine's Academy in Anaheim, Kalifornien. Er studierte an der Georgetown University Politik- und Wirtschaftswissenschaften. 2002 zog DeMaio nach San Diego. Von Dezember 2008 bis Dezember 2012 war DeMaio Mitglied im Stadtrat von San Diego.
Am 4. November 2014 scheiterte er bei der Wahl zum Repräsentantenhaus der Vereinigten Staaten 2014 knapp als Abgeordneter in das Repräsentantenhaus der Vereinigten Staaten einzuziehen; er unterlag hierbei dem bisherigen Abgeordneten Scott Peters in seinem Wahlkreis im Norden der Stadt San Diego. DeMaio lebt offen homosexuell in San Diego.